# 莫拉 (喀麥隆)
莫拉是非洲中西部國家喀麥隆的城市，由極北省負責管轄，海拔高度455米，2001年人口估計為24,200。第一次世界大戰期間，德國在莫拉建立在喀麥隆的最後一個堡壘，直至1916年2月20日投降盟軍。
11°03′N 14°09′E / 11.050°N 14.150°E